# Paps of Jura

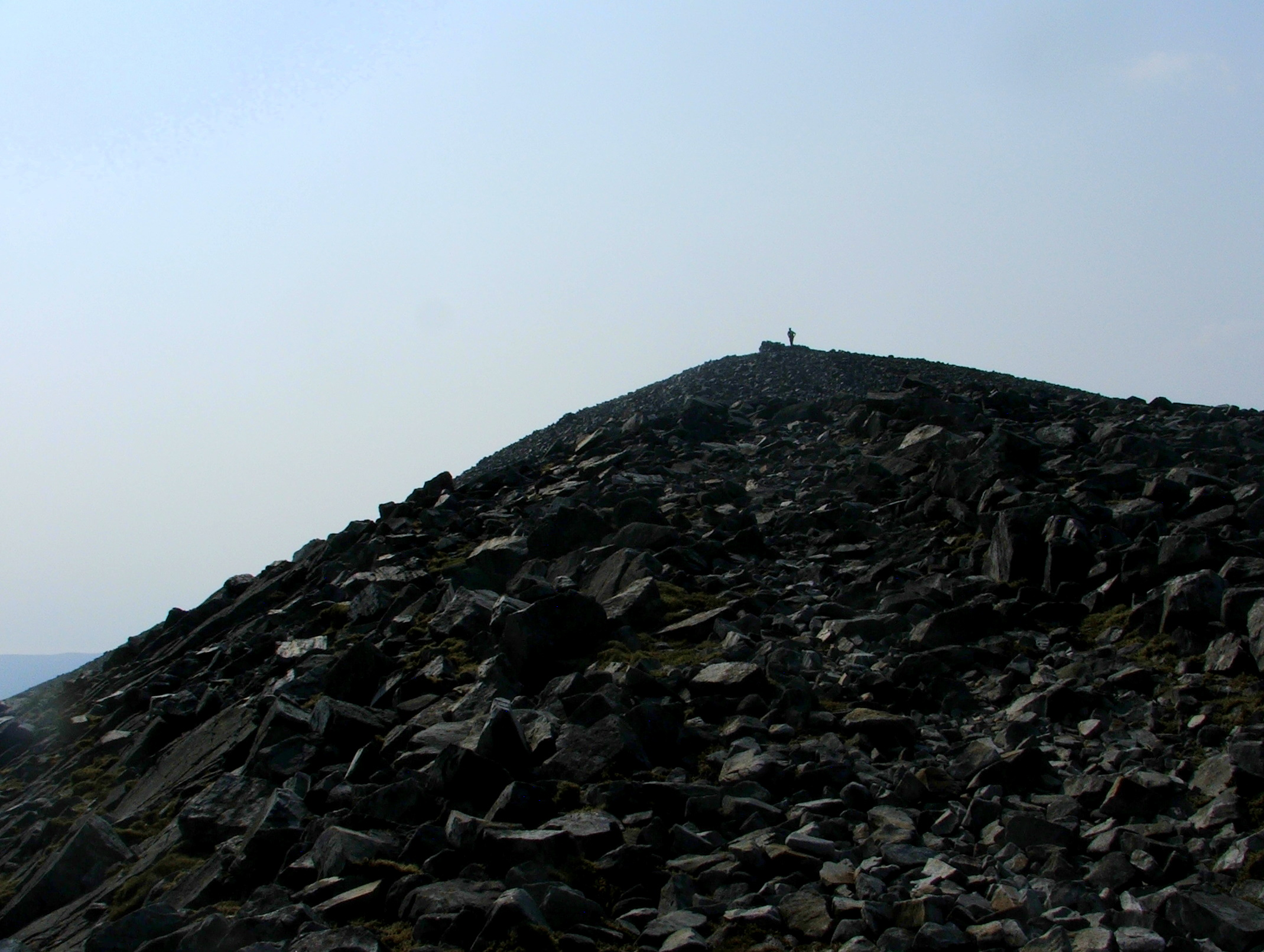
Osypisko na szczycie Beinn an Òir

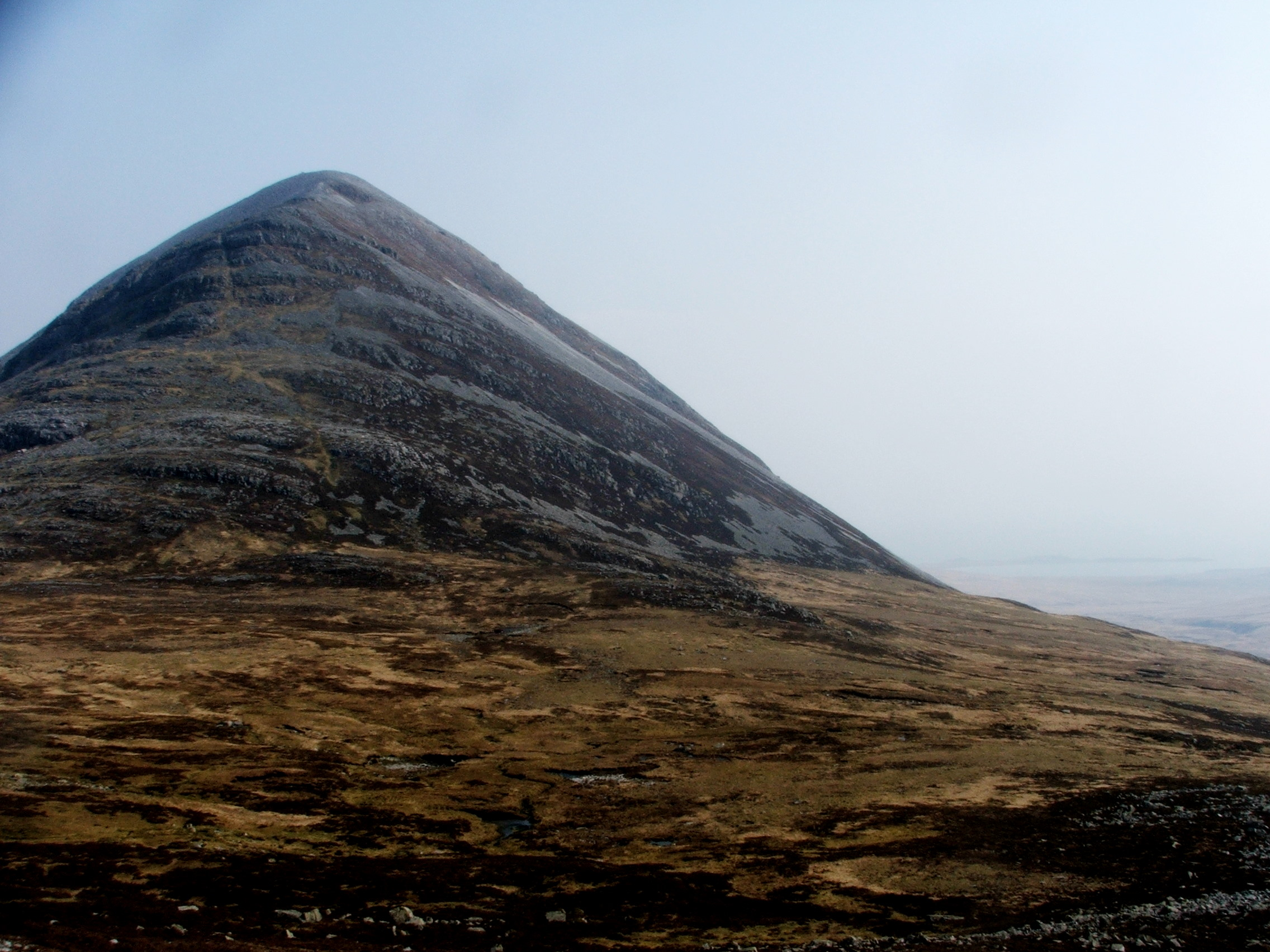
Południowy stok Beinn Shiantaidh

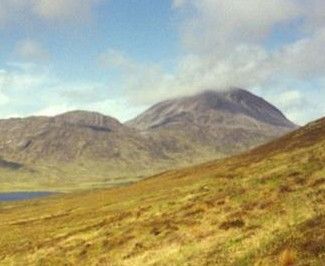
Beinn a’ Chaolais widziany z południowo-wschodniego zbocza Beinn Shiantaidh

Paps of Jura (gael. Sgurr na Cìche) – stożkowate, kwarcytowe góry, wznoszące się nad południową częścią wyspy Jura w Szkocji.
Najważniejsze szczyty to:
- Beinn an Òir (gael.: złota góra), wysoka na 785 metrów, jest najwyższa.
- Beinn Shiantaidh (gael.: święta góra) wysokość 757 metrów.
- Beinn a’ Chaolais (gael.: dźwięcząca góra), jest najniższym szczytem pasma i wznosi się na wysokość 734 metrów n.p.m.

Paps of Jura dominują krajobraz regionu i są widoczne z wyspy Islay, Mull of Kintyre (najbardziej na południowy zachód wysunięty punkt Szkocji, z latarnią morską), a przy dobrej pogodzie także z wyspy Skye i Irlandii Północnej.
Szczyty te zostały uwiecznione w roku 1902 przez malarza Williama McTaggarta. Obraz nazywa się The Paps of Jura, i wystawiany jest w galerii sztuki i mizeum (Kelvingrove Art Gallery and Museum) w Glasgow.